# Matorral

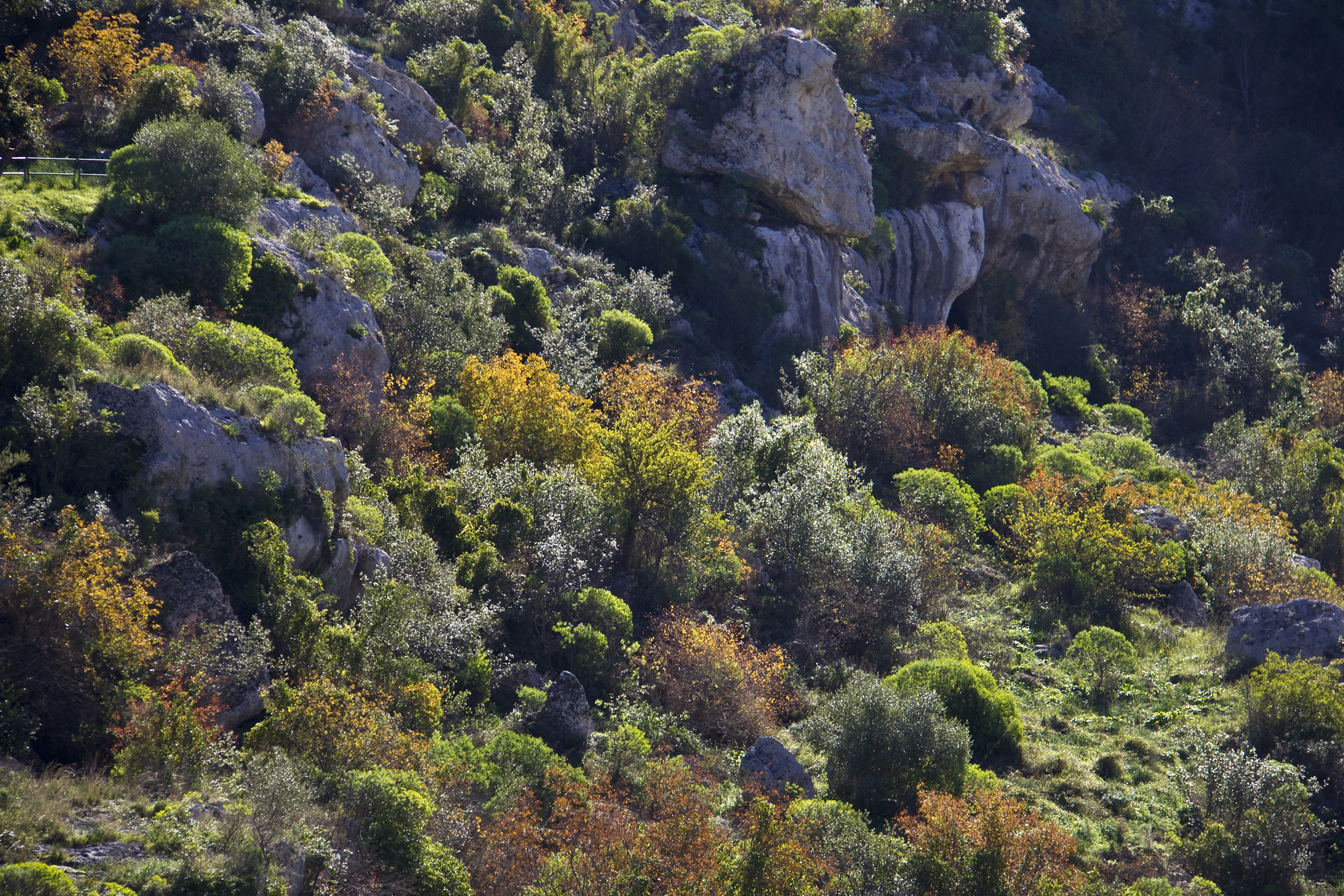
Matorral à végétation élevée en Sicile, désigné comme « macchia » en italien.

Le matorral désigne une formation végétale basse ou élevée de communautés pyrophytiques, d'espace ouvert ou couvert, qui se distingue des forêts et taillis sombres, des pelouses herbeuses et des prairies sèches. Il constitue une sère d'une succession régressive due au passage récurrent du feu, correspondant généralement à un écosystème forestier dégradé, parfois à un réembroussaillement d'anciennes pâtures ou de terres cultivées laissées à l'abandon.
Ce terme de botanique (d'origine espagnole) rassemble des milieux similaires des régions méditerranéennes, généralement désignés par des termes régionaux, à l'exemple du maquis et de la garrigue en France, de la macchia en Italie, du phrygana en Grèce, du mato ou matagal au Portugal, du batha en Palestine. 
Plus récemment, le terme est parfois utilisé pour désigner des formations végétales comparables hors des régions méditerranéennes ; à l'exemple du matorral chilien, et de formations végétales similaires au Mexique, aux États-Unis ou en Australie.

## Définition

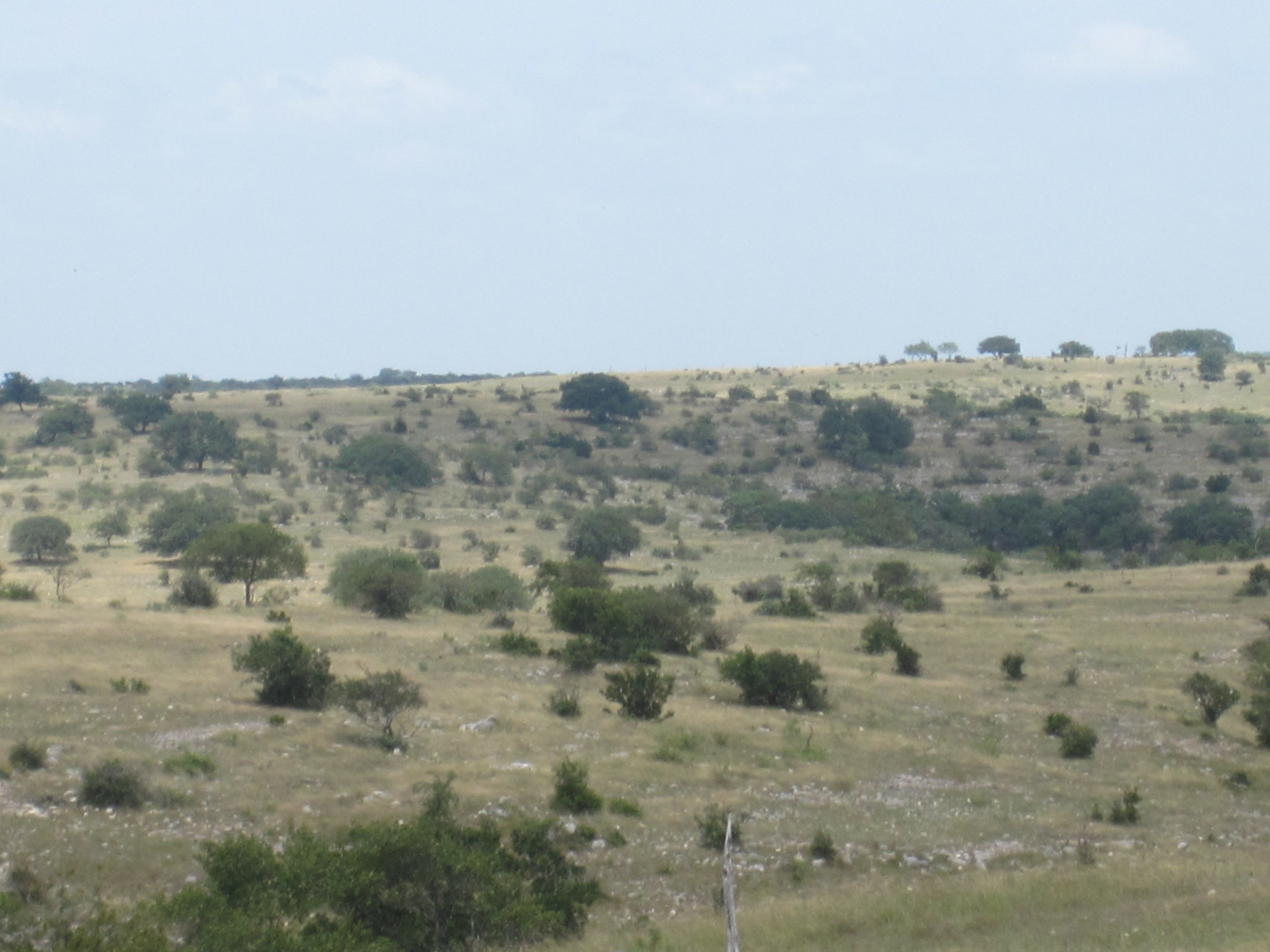
Végétation au Texas (États-Unis) considérée comme matorral.

« Le matorral est une formation de végétaux ligneux, nanophanérophytes ou chaméphytes, dont la taille et le port sont soit naturels et par conséquent spécifiques, soit artificiels, résultant alors de traitements dégradants (coupe, incendie, pâture). »
— Charles Sauvage, « Recherches géobotaniques sur les subéraies marocaines », Société des sciences naturelles et physiques du Maroc, 1961, p.181